# Gobiodon prolixus
Gobiodon prolixus is een straalvinnige vissensoort uit de familie van grondels (Gobiidae). De wetenschappelijke naam van de soort is voor het eerst geldig gepubliceerd in 2005 door Winterbottom & Harold.